# Horismenus neuquenensis
Horismenus neuquenensis är en stekelart som först beskrevs av Havrylenko 1949.  Horismenus neuquenensis ingår i släktet Horismenus och familjen finglanssteklar. Inga underarter finns listade i Catalogue of Life.